# Boronia bowmanii
Boronia bowmanii är en vinruteväxtart som beskrevs av Ferdinand von Mueller. Boronia bowmanii ingår i släktet Boronia och familjen vinruteväxter. Inga underarter finns listade i Catalogue of Life.